# Mümliswil-Ramiswil
Mümliswil-Ramiswil – miejscowość i gmina w północnej Szwajcarii, w kantonie Solura, w jednostce administracyjnej (Amtei) Thal-Gäu, w okręgu Thal.
Gmina została utworzona w 1145 roku jako Mumliswilre/Mumliswilere.

## Demografia
W Mümliswil-Ramiswil mieszka 2381 osób. W 2022 roku 11,3% populacji gminy stanowiły osoby urodzone poza Szwajcarią.

W 2000 roku 93,5% populacji mówiło w języku niemieckim, 2,7% w języku serbskim, 1,4% w języku albańskim, a 1 osoba mówiła w języku romansz.